# Finlandia na Letnich Igrzyskach Olimpijskich 1936
Finlandię na Letnich Igrzyskach Olimpijskich 1936 reprezentowało 108 zawodników, 103 mężczyzn i 5 kobiet.

## Zdobyte medale
| Medal  | Zawodnik | Dyscyplina    | Konkurencja                               | Rezultat     |
| ------ | --- | ------------- | ----------------------------------------- | ------------ |
| Złoto  | Gunnar Höckert | Lekkoatletyka | Bieg na 5 000 m mężczyzn                  | 14:22,02     |
| Złoto  | Ilmari Salminen | Lekkoatletyka | Bieg na 10 000 m mężczyzn                 | 30:15,4      |
| Złoto  | Volmari Iso-Hollo | Lekkoatletyka | Bieg na 3 000 m z przeszkodami mężczyzn   | 9:03,8       |
| Złoto  | Sten Suvio | Boks          | Waga półśrednia mężczyzn                  | [ 3 ] [ 4 ]  |
| Złoto  | Aleksanteri Saarvala | Gimnastyka    | Ćwiczenia na drążkach mężczyzn            | 19,367 pkt   |
| Złoto  | Lauri Koskela | Zapasy        | Waga do 66 kg w stylu klasycznym mężczyzn | [ 3 ] [ 6 ]  |
| Złoto  | Kustaa Pihlajamäki | Zapasy        | Waga do 61 kg w stylu wolnym mężczyzn     | [ 3 ] [ 7 ]  |
| Srebro | Lauri Lehtinen | Lekkoatletyka | Bieg na 5 000 m mężczyzn                  | 14:25,8      |
| Srebro | Arvo Askola | Lekkoatletyka | Bieg na 10 000 m mężczyzn                 | 30:15,6      |
| Srebro | Kaarlo Tuominen | Lekkoatletyka | Bieg na 3 000 m z przeszkodami mężczyzn   | 9:06,8       |
| Srebro | Sulo Bärlund | Lekkoatletyka | Pchnięcie kulą mężczyzn                   | 16,12 m      |
| Srebro | Yrjö Nikkanen | Lekkoatletyka | Rzut oszczepem mężczyzn                   | 70,77 m      |
| Srebro | Aarne Reini | Zapasy        | Waga do 61 kg w stylu klasycznym mężczyzn | [ 3 ] [ 7 ]  |
| Brąz   | Volmari Iso-Hollo | Lekkoatletyka | Bieg na 10 000 m mężczyzn                 | 30:20,2      |
| Brąz   | Kalervo Toivonen | Lekkoatletyka | Rzut oszczepem mężczyzn                   | 70,72 m      |
| Brąz   | Martti Uosikkinen Heikki Savolainen Mauri Nyberg-Noroma Aleksanteri Saarvala Esa Seeste Ilmari Pakarinen Einari Teräsvirta Eino Tukiainen | Gimnastyka    | Wielobój drużynowo mężczyzn               | 638,468 pkt  |
| Brąz   | Eino Virtanen | Zapasy        | Waga do 72 kg w stylu klasycznym mężczyzn | [ 3 ] [ 11 ] |
| Brąz   | Hermanni Pihlajamäki | Zapasy        | Waga do 66 kg w stylu wolnym mężczyzn     | [ 3 ] [ 6 ]  |
| Brąz   | Hjalmar Nyström | Zapasy        | Waga pow. 87 kg w stylu wolnym mężczyzn   | [ 3 ] [ 12 ] |